# Démétrios II (roi de Macédoine)
Pour les articles homonymes, voir Démétrios.
Ne doit pas être confondu avec Démétrios II Nicator.
Démétrios II, aussi appelé Démétrios Étolicos (du grec ancien Δημήτριος Αιτωλικός / Démétrios Aitôlikos, « l'Étolique »), est le fils d'Antigone II Gonatas et le roi de Macédoine de 239 av. J.-C. à 229. Il s'oppose à une coalition des Ligues étolienne et achéenne et périt en luttant contre une invasion des Dardaniens.

## Biographie

### Accession au pouvoir
Né vers 275 av. J.-C., Démétrios est déjà un homme mûr quand il succède à Antigone II Gonatas avec lequel il partage le pouvoir depuis 257-256. Cette date se déduit d'un acte d'affranchissement retrouvé à Béroia dans lequel la datation est donnée par la 27e année du règne d'un Démétrios qui ne peut être que Démétrios II. En 245, il épouse Nikaia, veuve d'Alexandre, gouverneur de Corinthe. Les festivités permettent d'aileurs à son père de prendre le contrôle de l'Acrocorinthe. La succession se fait sans heurts ; il est probable que Démétrios ait déjà exercé des responsabilités importantes, avec peut-être pour mission la défense de la frontière septentrionale du royaume (constamment) menacée par les Illyriens et les Dardaniens.

### Alliance avec l’Épire
Au début de son règne, Démétrios doit faire face à la puissance grandissante de la Ligue étolienne qui contrôle les Thermopyles et donc la voie terrestre vers le Sud depuis la Thessalie. Les Macédoniens ne contrôlent plus la Péonie, devenue indépendante, ni la Thrace sous contrôle partiel des Lagides (Maronée et Ainos). Au Sud en revanche, ils ont sous leur tutelle la Thessalie, l'Eubée au moins indirectement (à part Chalcis toujours pourvue d'une garnison macédonienne), l'Attique, mais la Béotie a été perdue. Dans le Péloponnèse, les tyrans de Mégalopolis, Argos, Hermione et Phlionte lui sont favorables.
En 240, les Ligues étolienne et achéenne concluent une paix et entrent bientôt en guerre contre la Macédoine. Démétrios a en effet renforcé ses relations avec l'Épire en épousant Phthia, la fille d'Alexandre II (et petite-fille de Pyrrhus) et d'Olympias, régente depuis la mort d'Alexandre. L'épouse précédente de Démétrios, Stratonice II, fille d'Antiochos, rejoint la cour séleucide à une date indéterminée.
Cette alliance matrimoniale proposée par l'Épire a pour but de contrer une attaque des Étoliens en Acarnanie qu'Alexandre II a annexée. Elle est acceptée par Démétrios probablement en raison de la paix conclue entre les deux Ligues qui l'a rendu prêt à rompre l'alliance avec l'Étolie. Pour autant, il reste difficile de déterminer si l'alliance entre la Macédoine et l'Épire est chronologiquement antérieure ou postérieure à l'alliance entre Achéens et Étoliens. Démétrios II passe donc d'une stratégie défensive, forgée par son père, à une stratégie offensive avec pour ambition ultime de reprendre le contrôle de Corinthe.

### Guerre démétriaque (239-235)
La guerre démétriaque démarre probablement en 239 av. J.-C. Le détail des opérations militaires est difficile à déterminer : en 236, Démétrios envahit la Béotie sous domination étolienne, et remet aux Athéniens le contrôle des forteresses alors aux mains de garnisons macédoniennes. Il s'agit non seulement d'enlever la Béotie aux Étoliens, mais aussi de libérer l'Attique de la menace d'une attaque étolienne via la Béotie, et de confier la défense de l'Attique aux Athéniens eux-mêmes. Les Achéens, avec à leur tête Aratos de Sicyone, poursuivent en effet depuis la mort d'Antigone II Gonatas leurs raids en Attique depuis la Mégaride. Les Macédoniens remportent une victoire sans lendemain à Phylakia, près de Tégée en Arcadie contre Aratos, à une date incertaine. Aratos fait plusieurs tentatives contre Argos en 235 ; en vain, puisque la ville reste sous influence macédonienne, même si le tyran Aristippe est tué par les Étoliens et remplacé par son frère Aristomaque III.
Aratos enregistre un succès important lorsque le tyran de Mégalopolis, Lydiadas, négocie son abdication en 235 et l'incorporation de la cité dans la Ligue achéenne. C'est un revers important pour la Macédoine qui perd là le principal obstacle dans le Péloponnèse à la domination achéenne, mais d'un autre côté toute ambition macédonienne dans la région est compromise tant que Corinthe reste aux mains des Achéens. À long terme, l'intégration de Mégalopolis dans la Ligue achéenne nuit à cette dernière en lui attirant l'hostilité de Sparte, dont le nouveau roi Cléomène III s'oppose bientôt aux Achéens. La Ligue achéenne s'accroît encore de Tégée, Mantinée, Orchomène et Caphyes mais ces cités passent bientôt sous contrôle étolien, probablement par un accord d’isopoliteia. L'appartenance à la Ligue étolienne a dû paraître moins dangereuse vis-à-vis de Sparte que la ligue achéenne : ces cités se rallient donc à Sparte en 229.

### Intervention des Illyriens

Les royaumes illyrien et dardanien au

Les fils d'Olympias (régente d’Épire), Pyrrhus et Ptolémée, règnent pendant une brève période ; tous deux meurent rapidement, suivis de près par leur mère. S'ouvre alors une crise de succession pour la monarchie éacide, dont les derniers représentants sont deux filles d'Olympias, Néréis, mariée au tyran Gélon de Syracuse, et Deidamia. Cette dernière essaie de s'opposer à des chefs qui veulent en finir avec la monarchie, mais elle périt assassinée vers 233 av. J.-C. Une fédération, analogue à celle de la Ligue étolienne, est alors établie en Épire. Mais elle ne parvient pas à s'imposer à l'ensemble du royaume éacide : Ambracie et Amphiloque font sécession et rejoignent la ligue étolienne. La chute de la monarchie épirote encourage les Étoliens à attaquer l'Acarnanie qui appelle à l'aide Démétrios. Celui-ci demande alors  à Agron, un roi illyrien, d'intervenir : les Illyriens cinglent alors vers le Golfe d'Ambracie avec une vaste flotte (la piraterie constitue leur première source de revenus) ; ils chassent les Étoliens de Médéon en 231 puis ravagent l'Élide et la Messénie ; au retour ils s'emparent par la ruse de Phœnicè, tandis qu'une seconde armée envahit l'Épire. 
Attaqués par ceux chargés de les aider, les Épirotes se tournent alors vers les Étoliens et les Achéens qui acceptent de leur porter secours. Agron meurt entre-temps ; sa veuve Teuta prend la tête du royaume et rappelle son armée pour faire face à une menace des Dardaniens. Les Illyriens obtiennent toutefois avant leur départ un nouveau revirement des Épirotes qui renoncent à l'alliance achéenne et étolienne. En 229, une nouvelle armée illyrienne ravage les cités de la côte épirote, défait une flotte achéenne et étolienne à Paxos et prend Corcyre où est placée une garnison illyrienne. Mais les Illyriens ont attiré l'attention du Sénat romain et la première guerre d'Illyrie se termine en 228 par leur défaite. Les Romains envoient ensuite des ambassades auprès des ligues, de Corinthe et d'Athènes et participent aux jeux Isthmiques de 228. 
Les incursions des Dardaniens n'affectent pas seulement l'Illyrie. Ils menacent la Péonie au Nord de la Macédoine, obligeant Démétrios à se tourner vers les Illyiens pour combattre les Étoliens. Battu par les barbares, Démétrios meurt au combat au début 229, laissant un fils mineur, Philippe V, pour héritier. Le règne, fort méconnu, de Démétrios s'achève sur une débâcle : les Dardaniens pénètrent par le Nord, les Thessaliens se révoltent tandis que les Étoliens reprennent l'offensive. Le royaume est sauvé du chaos par le régent Antigone III Doson.

## Unions et descendance
Démétrios a contracté quatre unions matrimoniales dont la datation reste sujette à caution :
- Nikaia, épousée vers 245 av. J.-C., veuve de son cousin Alexandre, gouverneur de Corinthe ;
- Stratonice II, fille d'Antiochos Ier qui lui donne une fille, Apama III, mariée à Prusias, roi de Bithynie ;
- Phthia, fille d'Alexandre II d'Épire, épousée en 239 ;
- Chryséis, probablement une concubine, supposée être la mère de Philippe V et mariée ensuite à Antigone III Doson.

### Sources antiques
- Justin, Abrégé des Histoires philippiques de Trogue Pompée [détail des éditions] [lire en ligne], XXVIII.
- Plutarque, Vies parallèles [détail des éditions] [lire en ligne], Aratos.
- Polybe, Histoires [détail des éditions] [lire en ligne], II, 44, 1-2.